# Zeeanjelier
De zeeanjelier (Metridium senile) is een zeeanemonensoort uit de familie Metridiidae, die voorkomt in de Grote Oceaan en de Atlantische Oceaan. Metridium senile werd voor het eerst in 1761 wetenschappelijk beschreven door Carl Linnaeus. De zeeanjelier is de grootste anemonensoort die in de Nederlandse provincie Zeeland voorkomt, met een omvang van rond de 20 centimeter.

## Beschrijving
De basis van de zeeanjelier is aanzienlijk breder dan de zuil en is bevestigd aan rots of een andere ondergrond, want dan staan ze steviger. De zuil is lang, glad en cilindrisch, van een vlezige consistentie met een slijmerig oppervlak. Er zijn geen wratten of zuignappen en de zuil wordt bekroond door een borstwering en diepe groef. De orale schijf is breed en diep gelobd in verschillende gebogen secties die over de kolom hangen. De slanke, puntige tentakels zijn zeer talrijk in grotere exemplaren, hoewel minder en relatief langer in kleinere. Die in de buurt van de marge zijn druk en kort, terwijl ze verder in de schijf langer en meer verspreid zijn. Het kleurbereik van deze zeeanemoon is groot, maar voor elk exemplaar is de kleur overal uniform, behalve de oranjerode lip rond de centrale mond. Kleuren zijn onder andere wit, crème, roze, oranje, rood, grijs, bruin en olijfgroen. De tentakels zijn doorschijnend maar kunnen een witte band hebben, en sommige exemplaren hebben een donkerdere kolom en een veel lichtere schijf.
Er zijn verschillende vormen en verschillende tussenvormen. M. seniele var. dianthus is hierboven beschreven. Het heeft meer dan 1000 tentakels en vertoont een gevederde uitstraling. Het kan 30 cm lang worden met een basisdiameter van 15 cm en een vergelijkbare tentakeloverspanning. M. seniele var. pallidus is veel kleiner, zelden groter dan 2,5 cm in basisdiameter en heeft een veel minder ingewikkelde schijf met minder dan 200 tentakels. Het lijkt een dwergras te zijn, dat geslachtsrijp wordt terwijl het nog klein is. Er zijn ook een aantal tussenvormen.
Johannes Peter Müller heeft de variëteit dianthus beschreven als "de mooiste van alle anemonen". Het is inderdaad een indrukwekkend gezicht met de tentakels volledig uitgezet, die op een palmboom lijken, maar ingetrokken kan het een lage, onregelmatig gevormde, geleiachtige schijf worden met een onaantrekkelijk uiterlijk. Wanneer het wordt blootgesteld aan de lucht door een terugtrekkend tij, trekt het zich niet altijd terug, maar kan het slap onder een overhang hangen en eruitzien als een natte handschoen met een enkele druppel water die aan de punt bungelt.

## Verspreiding
De zeeanjelier wordt gevonden aan de noordwestkusten van Europa, van de Golf van Biskaje tot Noorwegen en IJsland in het noorden. Het komt ook voor aan de oost- en westkust van Noord-Amerika en is ook waargenomen in Zuid-Afrikaanse wateren. Het wordt gevonden op de lagere kust en de neritische zone op diepten tot ongeveer 100 meter.